# Team Fortress 2
A Team Fortress 2 egy ingyenes, csapat-alapú, többjátékos, FPS videójáték, amelyet a Valve Corporation fejlesztett ki, a Team Fortress Classic folytatásaként. A The Orange Boxban jelent meg 2007. október 10-én Windowsra és Xbox 360-ra, majd egy hónappal később, november 22-én PlayStation 3-ra is kiadták (Xbox 360-on és PlayStation 3-on nem cross platformos játék). 2008-tól kezdve már Steamen lehetett megvásárolni online, vagy boltban a dobozos változatot melyet az Electronic Arts adott ki. 2011. június 24-én teljesen ingyenesé tették a játékot, így mai napig letölthető a Steam játékvásárló platformon.
A Team Fortress 2 fejlesztését John Cook és Robin Walker vezette, akik az eredeti Team Fortresst fejlesztették a Quake-hez 1996-ban. A játékot 1998-ban jelentették be, a Valve GoldSrc motorjára, de a megjelenésig sok mindent megváltoztattak. Például 1999-ben megváltoztatták a játékmenetet, hogy még inkább valósághűbb, háborús kinézet legyen, de ezt hamar lecserélték, így a végleges kiadásnak már képregényes kinézete volt, amit J. C. Leyendecker, Dean Cornwell és Norman Rockwell alkotott meg.
A játék két csapat körül forog, mindkettőben 9 játszható karakter van, akik különböző játékmódokon harcolnak, játékmódoknak megfelelő pályákon.
Az információ hiánya, valamint az, hogy a 6 éves fejlesztés során gyakorlatilag nem tudtak semmit sem a játékról, vaporware-nek nevezték el, és a Wired Newsban írtak egy cikket róla, ahol más, vaporware-nek kinyilvánított játékok is voltak. A játék megjelenésekor sok kritikát, díjat kapott a grafikai stílusáért, kiegyensúlyozott játékmenetért, és a karakterek személyiségéért.

## Háttértörténet[2]
A Mann család háttér-története a 19. században kezdődik, a gazdag angollal, Zepheniah Mann-nal. Zepheniah Mann a Mann & Sons Munitions Concerns (ismertebb nevén: Mann Co.) cég tulajdonosa volt. Felesége, Bette, 1822. szeptember 2-án szülte meg három fiukat; Redmond Mann-t, Blutarch Mann-t és Grey Mann-t, de a szülés során meghalt. Bár Redmond és Blutarch teljesen egészséges volt, Gray viszont alul-súlyos volt, és még az anyja méhében megtanult folyékonyan beszélni. Zepheniah úgy döntött, hogy meg akarja fojtani, de mikor ezt megtette volna egy sas kiragadta a kezéből, és soha többé nem látta senki. Redmond és Blutarch úgy nőttek fel, hogy nem tudták, van egy harmadik testvérük is.
1850-ben Zepheniah Mann és két fia elköltöznek New Mexicóba és ott élik tovább mindennapjaikat. Redmond és Blutarch jó testvérekhez híven utálták egymást, folyamatosan harcoltak, ám ez a harc egyre inkább kezd eldurvulni. Apjuk a halálos ágyán Barnabus Hale-re hagyja a családi vállalkozást (Mann Co.), a cselédjét, Elizabeth-et, és az összes vagyonát, fiaira egy vasat sem hagy. Később a testvérek meggyőzték Barnabus-t hogy megvásárolhassák apjuk haszontalan földjét. Barnabus el is adta nekik a földet, ám mikor el akarták osztani egymás között a birtokot, mindkét testvér zsoldosokat fogadott ikertestvére ellen, hogy megszerezze magának az egész földet. Ezek a zsoldosok voltak a mai napig ismert és játszható karakterek a játékban: Scout (Felderítő), Soldier (Katona), Pyro (Lángszórós), Demoman (Robbantós), Heavy (Nehéz Fegyveres), Engineer (Mérnök), Medic (Orvos), Sniper (Mesterlövész), Spy (Kém).
Ez a konfliktus több, mint 30 évig tartott (1890 körül), de idős korukra sem sikerült megoldani ezt problémát. Blutarch felbérelt egy mérnököt, név szerint Radigan Conagher-t, hogy építsen neki egy gépet ami örökké életben tartja. Úgy gondolta, hogyha nem tudja legyőzni a testvérét akkor túl kell élnie őt, hogy elvegye a földjét. Az egyetlen probléma az volt, hogy egy kedves hölgy (Emily) megkérte Radigan Conaghert, hogy építsen a másik testvérnek is egy ugyanolyan gépet, némi Ausztrálium fejében. Senki nem tudja, hogy miért, de a férfi segített neki.
Team Fortress Classic:
Ez a játék az 1930-as években zajlódik, amikor a családi vállalkozást Bilious Hale veszi át és támogatja a két testvért fegyverrel és lőszerrel.
Team Fortress 2:
1968 nyarán a RED és a BLU cég újra felvett zsoldosokat hogy folytathassák az értelmetlen háborút. A háborúban Helen, az adminisztrátor (aki a játékban a hangosbemondón értesíti a játékosokat a fontosabb történésekről) és Miss Pauling, a helyettese segített mindkét csapatnak.
Mann vs. Machine:
1971-ben Gray Mann visszatért, és elmesélte testvéreinek hogy ki ő és mi történt vele az elmúlt években. Miután mindent elmondott, megölte testvéreit, és átvette a cégüket. A zsoldosok munka nélküliek lettek ezért Gray legyártott egy robot hadsereget, amivel a Mann Co.-t megtámadta, így a BLU és a RED zsoldosok összefogtak hogy megvédjék a céget.
Részletesebb leírás a háttér-történetről eredeti (angol) nyelven!

## Játékmenet
Mint az elődei, a Team Fortress 2 is két ellentétes csapaton fókuszált. Ezek a csapatok a RED (Reliable Excavation & Demolition – Megbízható Földmunkák & Bontás) és a BLU (Builders League United – Építők Egyesült Ligája), ez a két cég titokban irányítja a világ összes kormányát. A játékos 9 játszható karakter közül választhat, mindegyik erősségével és gyengéjével. A korábbi Team Fortress kasztjai megtartották a személyiségüket. A játék 6 hivatalos pályával, azonban 13 extra és 8 aréna pályával bővült a későbbi frissítések során. Közösségi pályák is készültek a játékhoz. Amikor a játékos csatlakozik egy szerverhez az első alkalommal, egy bemutató videó jelenik meg a célokról. A körök alatt egy női hang tájékoztatja a játékosokat a főbb eseményekről. A szinkronhang Ellen McLain, aki a Valve többi játékánál is közreműködött (Portal: GLaDOS, Half-Life 2 széria; Overwatch). A hang értesíti a játékosokat hangosbemondón keresztül, hogyha például az ellenséges csapat elfoglalta a foglalási pontot, vagy a robbanótöltettel megközelítjük az utolsó foglalási pontot. A játékoslimit 16 Xbox 360-on és PlayStation 3-on. PC-n, a vanilla szerver 24 játékost tudott fogadni, de egy 2008-as frissítés során ez a szám 32-re emelkedett. Különböző modifikációk 34-re emelték az egyidejűleg egy szerveren lévő játékosok számát.
A Team Fortress 2 a Valve első olyan játéka, amely pontos statisztikát ad vissza, hogy hány órát/percet játszottunk egy-egy kaszttal, hány fejlövést adtunk, pontok a körökben kasztokra bontva. A statisztikák segítenek is a játékosoknak, ha elég közel érünk egy rekordhoz, akkor segít, hogy mennyi kell még a rekord megdöntéséhez. A Team Fortress 2 újdonsága még a rengeteg "teljesítmény" mindegyik kaszthoz, például 1 millió életerőt kell gyógyítanunk (Szanitécként), vagy ezer dupla ugrást kell végeznünk (felderítővel). Ha elértünk x számú teljesítményt, akkor mérföldkő-teljesítményeket is kapunk. Ha ezeket elérjük, akkor a kasztokhoz új fegyvereket is kapunk (bár a fegyverszerzési lehetőséget a Valve lényegesen megegyszerűsítette, a Steam Cloud adja véletlenszerűen a játékosoknak). A mérföldkövek és a statisztikák elérhetőek a játékos Steam profilján vagy Xbox Live profilján.

## Osztályok
A Team Fortress 2 legnagyobb erőssége a hihetetlenül kidolgozott csapatmunkában rejlik. 9 karakterrel tudunk játszani, akik mind igazi egyéniségek és a csapat csak akkor pompázhat teljes hatékonyságában, ha mindenki jelen van belőlük. A 9 osztály további három csoportra osztódik feladat szerint (támadók: Felderítő, Katona, Pyro; védekezők: Robbantós, Gépágyús, Mérnök; támogatók: Szanitéc, Mesterlövész, Kém). Természetesen attól függően, hogy melyik osztályba tartoznak, bármilyen feladatra használni lehet őket, csak éppenséggel ebben a legjobbak.
Mindegyik karakter 3-féle fegyverrel rendelkezik: egy elsődleges (például a Gépágyú a Gépágyúsnál, vagy a Lángszóró a Pyro-nál), egy másodlagos (például a Sörétes puska, vagy a Jelzőpisztoly a Pyro-nál) és egy harmadlagos a közelharchoz (például a Felderítőnél a Testápoló, Pyro-nál a Tűzoltófejsze, Gépágyúsnál az Öklök).

#### Támadó osztályok
- A Felderítő[3] (Scout, szinkronhangja Nathan Vetterlein) egy hadaró baseball imádó Bostonból, Massachusettsből. Nagyon gyors (a leggyorsabban mozgó karakter), így nagyon nehéz eltalálni. Speciális képessége a dupla ugrás, aminek segítségével kétszer hosszabbat ugrik, továbbá irányt változtathat a levegőben, és magas eséseket úszhat meg sérülés nélkül. A felderítő az ellenőrzőpontokat (Control Point (CP)) is kétszer olyan gyorsan foglalja el, mint a többi kaszt és elég jó táska (intelligence) lopásra is, viszont kevés élete van (125 HP), a legtöbb fegyverrel akár egy kritikus találattal is leteríthetik.
  - Fegyverei: elsődleges: Repeszpuska (Scattergun); másodlagos: Pisztoly (Pistol); közelharci: Baseball-ütő (Baseball Bat)
- A Katona[4](Soldier, szinkronhangja Rick May) egy amerikai katona. Felszereléséhez tartozik egy Rakétavető, amivel képes a rakétaugrásra (ilyenkor magát is megsebzi), mellyel feljuthat magasabb helyekre vagy óriási távokat tehet meg. A rakéták elég lassúak, viszont sokat sebeznek – bár egy Gépágyússal nehezen bír el. A Katona mozgási sebessége lassú (a második leglassabb a Gépágyús után), viszont életereje 200 HP, ami elég sok.
  - Fegyverei: elsődleges: Rakétavető (Rocket Launcher); másodlagos: Sörétes Puska (Shotgun); közelharci: Lapát (Shovel)
- A Pyro[5] (Pyro, szinkronhangja Dennis Bateman) egy ismeretlen nemű és származású személy, aki beöltözött egy tűzálló ruhába. A lángszórós képes lángra lobbantani az ellenfeleit (az ellenséges Pyro-kat tudja sebezni, de nem tudják azt meggyújtani), ezzel másodpercenként sebezheti őket, akkor is, ha nincs a közelükben. Mozgási sebessége közepes. Pyro elsődleges fegyvere a Lángszóró, amivel az égetésen kívül képes eloltani lángoló csapattársait, tárgyakat "fújhat" odébb (például a Robbantós Tapadóbombáit), vagy akár a Katona rakétáját is képes eltéríteni. Életereje 175 HP.
  - Fegyverei: elsődleges: Lángszóró (Flamethrower); másodlagos: Sörétes Puska (Shotgun); közelharci: Tűzoltófejsze (Fire Axe)

#### Védekező osztályok
- A Robbantós[6] (Demoman, szinkronhangja Gary Schwartz) egy fekete, egyszemű skót, aki sokat iszik. A robbantós közepes sebességű osztály. Képes ő is egy rakéta ugráshoz hasonló dologra (Sticky Jump) a Tapadóbomba-vető segítségével. A Tapadóbombák jók az ellenség sarokba szorítására, csapdába vezetésére, valamint a táska (Intelligence) és az ellenőrzőpontok (Control Point) megvédésére is. Annak ellenére, hogy a Robbantós védekező kaszt, támadásra is kitűnően alkalmas.
  - Fegyverei: elsődleges: Gránátvető (Grenade Launcher); másodlagos: Tapadóbomba-vető (Stickybomb Launcher); közelharci: Üveg (Bottle)
- A Gépágyús[7] (Heavy, szinkronhangja Gary Schwartz) egy tipikus orosz katona, orosz akcentussal és egy Gépágyúval. Mozgási sebessége a leglassabb az összes karakter közül. Egy tölténnyel négy golyót is kilő (mire 200-ról 199-re csökken a töltények száma, a falon már négy golyónyom lesz). A Nem kell újratöltenie, de kb. 17-18 másodperc alatt kifogy a 200 töltény. Életereje 300 HP, ami viszont a legtöbb a játékban (ezzel kompenzálva a karaktér lassú mozgását). A gépágyús a Szanitécek kedvence, hiszen ha a már alapból sok életerőt túltöltik (Overheal), összesen 450 HP életerővel támadhatnak.
  - Fegyverei: elsődleges: Gépágyú (Minigun); másodlagos: Sörétes Puska (Shotgun); közelharci: Öklök (Fists)
- A Mérnök[8] (Engineer, szinkronhangja Grant Goodeve) egy Texasi mérnök. A mérnök az egyik legjobb védekező kaszt, hiszen építményeket építhet, amivel védheti az ellenőrzőpontokat. Legnagyobb ellensége a kém, aki könnyen képes tönkretenni az építményeit, de egy Übertöltött Gépágyúsnak sem túl nagy gond az építmények megsemmisítése. Háromféle építményt tud készíteni: egy Őrtornyot (Sentry Gun), egy Adagolót (Dispenser) és egy Teleportáló készüléket (Teleporter). A Mérnök is segíthet a támadásban, például egy teleporttal.
  - Fegyverei: elsődleges: Sörétes Puska (Shotgun); másodlagos: Pisztoly (Pistol); közelharci: Franciakulcs (Wrench); PDA: Építő-Lebontó PDA (Engineer PDA/Build-Demolish PDA)

#### Támogató osztályok
- A Szanitéc[9] (Medic, szinkronhangja Robin Atkin Downes) egy német orvos Stuttgartból, aki kevés figyelmet szentel a Hippokratészi eskünek, bár készen áll, hogy segítsen a csapattársain. A Szanitéc a legjobb segítő, képes társait normál életerejük 150%-ára gyógyítani, továbbá különleges képessége az Übertöltés (ÜberCharge). Az Übertöltést akkor képes aktiválni, ha az úgynevezett "ÜberCharge rate" feltölt 100%-ra (kb. egy fél percnyi gyógyítás után). Ilyenkor a Szanitéc aktiválhatja, hatására az általa gyógyított játékost és saját magát 8 másodpercig sebezhetetlenné teszi. A Szanitécnek csak 150 életereje van, de önmagát is gyógyítja másodpercenként kb. 3-4 életerő ponttal. Önmagát nem igazán tudja megvédeni, habár az Oltópisztoly tapasztalt játékosoknak elég védelmet biztosít.
  - Fegyverei: elsődleges: Oltópisztoly (Syringe Gun); másodlagos: Gyógypuska (Medigun); közelharci: Csontfűrész (Bonesaw)
- A Mesterlövész[10] (Sniper, szinkronhangja John Patrick Lowrite) egy vidám ausztrál karakter, aki racionálisan gondolkodik a munkájáról. A mesterlövész puskájával képes távolról akár egy Gépágyúst is egyetlen lövésből megölni. Egy Mesterlövésznek fokozott figyelemmel kell rendelkeznie, mivel egy Kém bármikor mögé lopódzhat és könnyedén hátbadöfheti. Életereje 125 HP.
  - Fegyverek: elsődleges: Mesterlövész puska (Sniper); másodlagos: Géppuska (Machine Gun); közelharci: Kukri
- A Kém[11] (Spy, szinkronhangja Dennis Bateman) egy francia kém (Franciaország egy fel nem fedett területéről) aki az Átlátsz-óra segítségével képes egy rövid időre láthatatlanná válni, a Mentesítőjével képes tönkretenni a Mérnök építményeit, és álcázni is tudja magát az ellenséges csapat bármelyik tagjává, illetve a saját csapatának egyik tagjává is (ezzel össze zavarva ellenségét). Ha késével hátba szúr valakit, az azonnal meghal. A Kém álcázva és láthatatlanul is összeütközhet az ellenséggel, így könnyen észrevehetik.
  - Fegyverek: elsődleges: Kés (Butterfly Knife); másodlagos: Revolver; első PDA: Átlátsz-óra (Invis Watch); második PDA: Jelmezkészlet (Disguise Kit)

A Valve arra törekszik, hogy a játék minden szempontból kiegyensúlyozott és szórakoztató legyen. Mindegyik osztálynak megvan a saját előnye és hátránya, hogy együtt győzelemre jusson a csapat. Ez arra ösztönzi a játékosokat, hogy együtt gondolkodjanak, és a csapatban játszanak.

## Játékmódok[12]
A játék célja változik attól függően, hogy milyen játékmódot használunk. A Team Fortress 2 jelenleg 7 játékmódot tartalmaz. Az alap játékmódok: zászlófoglalás, ellenőrző pont foglalás és területi ellenőrzési pontok. Azonban a frissítéseknek hála sok játékmód (robbanótöltet, aréna, a hegy királya, PASSZ ölj és Robbanótöltet verseny) és 2 gyakorló pályát adott a játéknak.
Aréna: "Azt mondom neked az egyszerű beszélgetés tisztázatlan tényszerűségével: szeretem az aréna módot." — Abraham Lincoln, Second Inaugural Address, 1865
- Az Aréna pályák úgy vannak tervezve, hogy fönntartsa a Team Fortress 2 osztályainak sokszínűségét, amíg az összpontosított cél a két csapat közötti harc. Amíg a többi játékmód hajol az egyenesen előre, egész csapatot átfogó stratégiákra, addig az Aréna különleges taktikai húzásokra koncentrál, amit a csapat csinál egy egyszerű harcban. Az Aréna mód jellemzője a kisebb pálya, a rövidebb meccseket biztosítása érdekében, mivel itt nem éledsz újra a halálod után, mint a többi játékmódban. A pályák általában tartalmaznak egy Ellenőrző pontot a pálya közepén, így olyan, mint a Hegy Királya, csak újraéledés nélkül. Ha a csapatok kiegyensúlyozatlanok, akkor két játékosnál meg fog jelenni a következő üzenet: "VIGYÁZZATOK, ha elvesztitek ezt a kört, lehet, hogy ki kell ülnötök!", és, ha a csapatuk veszít, akkor a játékosoknak néző módban kell lenniük a következő körig. Néha lehetséges a "csak közelharci" kör, amikor a játékosok arra vannak kötelezve, hogy csak közelharci fegyvereket használjanak az egész kör alatt. A loadoutok is megváltoznak a visszaszámlálás alatt, úgy, hogy játékosok ne tudjanak öngyilkosságot elkövetni, robbanás használatával, valamit a kill és explode parancsokat se használhassák.
- Aréna mód pályák:
  - Badlands – A pálya előtt megjelenő bemutató videó (youtube.com)
  - Granary
  - Lumberyard
  - Nucleus
  - Offblast
  - Ravine
  - Sawmill
  - Watchtower
  - Well

Zászlórablás (CTF – Capture The Flags):
- A Zászlórablás játékmódban mindkét csapat bázisán található egy információs táska (a játékban ennek a neve: intelligence). A csapatok célja, hogy előbb rabolja el, és vigye be a saját bázisára az ellenfél táskáját háromszor, mint az ellenfél csapata. A legtöbb pályán a táska általában valahol a pincében található (szimmetrikusan a másik csapatéhoz képest), egy "Információs szoba"-ként ismert területen. Ahhoz hogy föl tudja venni a táskát, a Játékosnak muszáj megérintenie azt. Ezután villámgyorsan, lehetőleg halál nélkül el kell jutnia a saját információs szobájába, ahol be kell lépnie a foglalási zónába (ami fekete-sárga vonalakkal jelölve van a földön), hogy elfoglalja az információt. Minden sikeres foglalásnál az adott csapat pár másodperces Krit-bónusszal lesz jutalmazva, ami idő alatt minden fegyver kritikus találatot sebez. Ha a hordozó játékos meghal, vagy eldobja az információt, akkor a csapatnak még 60 másodperce van felvenni azt. Ha ez nem sikerül nekik, az információ visszakerül az eredeti helyére. Az információ tulajdonos csapata nem mozgathatja a táskát, vagy nullázhatja az időzítőt, kénytelenek védelmezni a táskát, hogy senki ne férjen hozzá az ellenséges csapatból, különben egy újabb felvétel és elejtés után a 60 másodperc elölről kezd visszaszámolni. A táskát nem cipelhetik: sérthetetlenségi bónusszal rendelkező (pl.: alap Über-töltéssel töltött) játékosok, olyan Katonák, akik Rakétaugrót, vagy olyan Robbantósok, akik a Tapadóbomba-ugrót használnak, láthatatlan kémek (ha álcázott Kém veszi fel a táskát, akkor azonnal elveszti álcáját és amíg nála van nem fog tudni álcázódni, vagy láthatatlanná válni). Ha hordozó egy alapvetően elérhetetlen helyen hal meg (pl.: bezuhan egy szakadékba), akkor a táska egyből visszakerül az Információs szobába. A játék addig tart, míg valamelyik csapatnak nem sikerül háromszor elfoglalnia az ellenfél információját.
- Zászlófoglalásos pályák:
  - 2Fort – A pálya előtt megjelenő bemutató videó (youtube.com)
  - Double Cross
  - Sawmill
  - Turbine
  - Well

Ellenőrzőpontok (CP – Control Point): "Ez a pont nem fogja elfoglalni magát, gyertek ide!" — A Mérnök
- Az Ellenőrző pontok kör alakú platformok, csapat színezésű fénnyel és hologrammal, a pont közepén (elfoglalatlan pontoknak fehér fényük és fehér hologrammjuk van). Ahhoz, hogy elfoglald az ellenség Ellenőrző pontját, csak rá kell állnod addig, amíg a foglalás-mérő megtelik a csapatod színével. Ha többen álltok a ponton, korlátozott mértékig gyorsabban fogjátok foglalni azt. A felderítők, akárcsak a Katonák/Robbantósók a Szúró fájdalmat használva, kettő emberként fognak foglalni. A foglalás nem lehetséges, mikor mind két csapat tagjaiból állnak a ponton. Ha a pontot épp foglaló játékos(ok) meghal(nak), vagy elmenekül(nek), a foglalás befejezése előtt, a foglalás mérő nem egyből fog törlődni, hanem szép lassan el fog fogyni, az ellenfél csapatának ezt meg kell várnia, csal azután kezdhetik el foglalni a pontot.
  - Foglalási pontok és elnevezésük (fentről lefelé):
    - Elfoglalatlan pont: Az ellenőrző pontot akármelyik csapat elfoglalhatja (általában a középső, egy alap ellenőrzőpont pályán)
    - Elfoglalt pont: Ez a pont már a RED csapaté, de a BLU csapat még elfoglalhatja.
    - Lezárt pont: Ez a pont a RED csapaté, de a BLU csapat nem foglalhatja el egyelőre, vagy véglegesen. (Játékmódtól függően)

  - Négy fő típusú ellenőrzőpont pálya van: Normál ellenőrzőpont, Uralkodó ellenőrzőpont, Támadó/Védő, Középkori Támadó/védő
    - Normál Ellenőrzőpont: A Normál Ellenőrzőpont, vagy Egyvonalú Ellenőrzőpont pályák szimmetrikusak. Mind kettő csapat kettő, már általuk elfoglalt ponttal kezd, és a középső pont elfoglalatlan. Az a csapat nyer amelyik először foglalja el az össze pontot. Egy pont minél közelebb van a Spawn-hoz, az ellenség annál gyorsabban tudja foglalni azt. Ha egyik csapat sem képes elfoglalni az összes pontot a megadott időn belül, akkor a mérkőzés döntetlen lesz.
      - Normál Ellenőrzőpont pályák:
        - 5Gorge
        - Badlands
        - Coldfront
        - Fastlane
        - Foundry
        - Freight
        - Granary – A pálya előtt megjelenő bemutató videó (youtube.com)
        - Gullywash
        - Process
        - Snakewater
        - Well
        - Yukon

    - Uralkodó Ellenőrzőpont: Az Uralkodó Ellenőrzőpont pályákat szimmetrikusan játsszák. Egyik csapat sem rendelkezik elfoglalt ponttal a játék indulása előtt, a cél az összes pontot elfoglalni. A Normál Ellenőrzőponttal ellentétben ahol csak akkor nyer a csapat, ha mindegyik pont az övé és egyik sincsen foglalás alatt, itt ha az egyik csapatnak sikerült mindhárom pontot elfoglalnia a megadott időn belül, megnyerték a játékot, függetlenül attól, hogy a pontokat éppen foglalják e az ellenfél csapatai.
      - Uralkodó Ellenőrzőpont pályák:
        - Standin

    - Támadó/Védekező (AD – Attack / Defend): A Támadó/Védekező pályák aszimmetrikusak. Kezdetben az összes pont a RED csapaté, ők a védők. A BLU csapat, akik a támadók, akkor nyernek, ha elfoglalják a RED csapat összes pontját. A pontok egy megadott sorrendben foglalhatóak el (Ebben a Gravel Pit és a Steel pályák kivételt tesznek). A RED csapat akkor nyer, ha sikeresen megakadályozza, hogy a BLU csapat elfoglalja az összes pontot, az idő lejárta előtt. A BLU csapat által elfoglalt pontok lezártak lesznek (lásd följebb), és a RED csapat már nem foglalhatja vissza. Támadó/Védekező pályáknak különféle stílusai vannak. Néhány pályánál, mint a Dustbowl-nál, vagy az Egypt-nél, a BLU csapatnak 3, egyenként 2 Ellenőrző pontot tartalmazó szakaszt kell elfoglalnia, hogy nyerjenek. Ha a támadók elbuknak, ők lesznek a védők, és a pálya az első szakasztól kezdődik újra. Más pályáknál, mint a Gravel Pit, vagy a Junction a támadók saját döntésük szerint foglalhatják el az első két pontot (A,B). Miután mind a kettőt elfoglalták mehetnek elfoglalni a harmadik (C) pontot. A Steel egyedülálló Támadó/Védekező pálya, ahol a jelentéktelen pontok (A,B,C és D) elfoglalása mindössze könnyebb elérést biztosít a fő ellenőrzőponthoz (E), úgy, hogy több lehetséges útvonalat szabadít fel (hidak mennek a ponthoz), tehát különleges ugrásokkal nem rendelkező osztály is elfoglalhatja a pontot. A játék elején egy észrevétlen Felderítő könnyen elfoglalhatja pontot, mielőtt a védők észbe kapnának. Ezen a pályán csak az számít, hogy a támadók elfoglalják a fő pontot (E).
      - Támadó/Védekező pályák:
        - Dustbowl
        - Egypt
        - Gorge
        - Gravel Pit – A pálya előtt megjelenő bemutató videó (youtube.com)
        - Junction
        - Steel
        - Mountain Lab
        - Mann Manor (Mountain Lab Event)

    - Középkori Támadó/Védekező: A Középkori Támadó/Védő a középkori mód része, amit az Ausztrál Karácsony frissítésben adtak a játékhoz. Úgy kell játszani, mint egy normális Támadó/Védő játékot, csak egy nagy csavarral: Nem lehet lőfegyvereket használni, csak "Öreg fegyvereket", magyarul csak másodlagos, közelharci fegyvereket (pl.: kard, kalapács, kés stb.). Kivételt képez a Mesterlövész, aki (ha rendelkezik vele) használhatja az íját. Középkori Támadó/Védő pályák
      - DeGroot Keep

A Hegy királya(KoTH):
- A Hegy királya hasonló az arénához. Lényege, a pálya közepén lévő egyedüli foglalási pont elfoglalása. Amint az egyik csapat elfoglalja, az órájukon elindul egy 3 perces visszaszámlálás. Ha az ellenséges csapat visszaszerzi a pontot, akkor az Ő órájuk kezd el visszaszámolni, míg a másik óra megáll, addig amíg a pont nem lesz újra az övék. A csapat akkor nyer, ha az idejük lejár, tehát sikerült 3 percig birtokolniuk a pontot.
- A Hegy királya pályák:
  - Badlands
  - Eyeaduct (Viaduct event)
  - Ghost Fort (Lakeside event)
  - Harvest
  - Harvest Event
  - Kong King
  - Lakeside
  - Nucleus
  - Sawmill
  - Viaduct

PASSZ-ölj:
- A Passz-ölj egy olyan TF2 játékmód, amely kombinációja a labdarúgásnak, a jéghokinak, és a kosárlabdának. Egy nehéz csapatjáték, amelyben fontos az összedolgozás. A játék célja, hogy a robbanó labdát az ellenfél kapujába helyezzék. Ezt a labda passzolgatásával és az ellenfél játékosainak kiiktatásával lehet a legkönnyebben megtenni. (Ráadásul még hangutasítás is van, amivel kérheted, hogy neked passzolják a labdát.) Vannak a pályán ugródeszkák is, amik elősegítik a magasabbra való ugrást. Ha a meccs döntetlen, akkor hirtelen halál (Sudden death) kezdődik, amely annyit jelent, hogy a leghamarabb pontot szerző csapat lesz a győztes. Ez a játékmód nem túl népszerű a játékosok körében.
- PASSZ-ölj pályák:
  - Brickyard
  - District
  - Timberlodge

Ember a Gép ellen (Mann VS Machine):
- Az Ember a Gép ellen (avagy Mann VS Masina) egy olyan játékmód, ami a "Mann VS Machine" frissítésben került be a játékba. Ebben a játékmódban minimum három, vagy annál több játékosnak kell megállítania egy csapat robotot több hullámon keresztül. Ha ez nem sikerül nekik és a robotoknak sikerül eljutniuk a Mann Co. fellegvárába (a játékosok kezdőpontjára/spawn pontjára), akkor a bomba felrobban és a játék véget ér. A hullámok között és alatt különböző extra fejlesztések és úgynevezett Kulacs-bónuszok vásárolhatóak a kezdőponton, abból a pénzből, amit a játékosok egy robot elpusztítása után szedhetnek föl. Ha a játékosok minden pénzt összeszednek az adott körben, ráadás bónuszt kaphatnak. Minden osztálynak és majdnem minden fegyvernek vannak különböző fejlesztései. ilyen például a gyorsabb sebesség, hosszabb ideig tartó Über-töltés, nagyobb lőszertár, stb. Ha a játékosoknak sikerül az összes hullámot sikeresen teljesíteni, akkor megnyerték a küldetést. Ha egy adott hullám nem sikerül, és a robotok sikeresen bevitték a bombát, akkor a játékosok kénytelenek elölről kezdeni az adott hullámot, de az addig már teljesített hullámokat mentése megmarad, így az 5. hullám elbukásával nem kell mint az 5 hullámot elölről kezdeni, csak az elbukottat.
- Ember a Gép ellen pályák:
  - Bigrock
  - Coal Town
  - Decoy
  - Ghost Town
  - Mannhattan
  - Mannworks
  - Rottenburg

Robbanótöltet/Bomba futam (Payload/Payload race): "Sose hozz ütőt a csatatérre, a háború nem játék!." – A Katona
- A Robbanótöltet (frissítés utáni nevén: Bomba futam) pályákon a BLU csapatnak át kell tolnia egy robbanószerekkel töltött kocsit, vagy egy komplett bombát, egy sorozatnyi irányító ponton, majd a RED csapat bázisán, egy adott időkereten belül. A BLU csapat tagjai mozgathatják a kocsit, úgy, hogy melléállnak – ha többen állnak a kocsi mellett, gyorsabban fogják tolni a kocsit (max. 3). Ha akármelyik RED csapattag a kocsi mellett áll, akkor a kocsi nem fog mozogni, attól függetlenül, hogy hány BLU csapattag áll mellette. Ha a kocsi 30 másodpercig mozdulatlan marad (vagyis a BLU csapat egyik tagja sem tudott a közelébe jutni), akkor az, szép lassan elindul visszafelé az utolsó, már elfoglalt, irányító pontig. Ha ezután elkezdik tolni a kocsit, majd újra magára hagyják, a számláló újra elkezdi a 30 másodperces visszaszámlálást. Emellett a bomba adagolóként (Dispencer) is üzemel, így a bombát épp toló játékosok élete folyamatosan töltődik lassan vissza, és lőszerrel is el vannak látva. Két különböző típusú Robbanótöltet küldetés van, pályától függően. Néhány pályának három külön szakasza/fordulója van, mindegyik kettő-kettő irányító ponttal. Míg más pályákon csak egy szakasz van 3, 4, vagy akár 5 irányító ponttal. Hasonlóan, a Támadó/Védekező játékmódhoz, itt is, ha a védekező csapatnak sikerül megállítania a támadó csapatot (nem tudják eltolni a pálya végéig a bombát a megadott idő előtt), akkor a csapatok cserélődnek és az első szakaszról fognak ismét támadni, de ezúttal az eddigi védekező csapat lesz a támadó.
- Bomba futam pályák:
  - Badwater Basin – A pálya előtt megjelenő bemutató videó (youtube.com)
  - Barnblitz
  - Frontier
  - Gold Rush
  - Hoodoo
  - Thunder Mountain                                                                                                                                                                                                                                                                                                                                                :)
  - Upward

Robbanótöltet-verseny/Bomba verseny (Race Payload):
- Ellentétben a Bomba futammal, a Bomba verseny pályákon a RED és BLU csapatnak is van egy kocsija; mindkét csapatnak védekeznie, és támadnia is kell, így a játékosoknak mindkét szerepben be kell magukat vetniük. Ahhoz hogy nyerjenek, a csapatnak át kell tolnia a kocsiját az ellenség területén, egészen az utolsó irányító pontig, miközben meg kell akadályoznia az ellenséget, hogy megtegye ugyanezt. Mint a Bomba futam játékmódban, itt is a játékosok a kocsi mellett állva tolhatják a kocsit (minél többen tolják, annál gyorsabban megy), míg az ellenség kocsija mellé állva blokkolhatják annak mozgását. Ellentétben a Robbanótöltettel, a kocsi sosem mozog visszafelé, és időkorlát sincs; a körnek csak akkor van vége, ha valamelyik csapat betolja a kocsit a célba.
- Bomba verseny pályák:
  - Helltower (Ünnepi Hightower)
  - Hightower
  - Pipeline
  - Nightfall

Különleges Küldemény:
- A Különleges Küldemény játékmód a ellenőrzőpont és a zászlórablás keveréke. Lényege a kezdetben "elfoglalatlan" (mint az ellenőrzőpontnál) Ausztráliummal töltött táskát kell eljuttatni Poopy Joe rakétájához, miközben meg kell akadályozni, hogy az ellenfél megtegye ugyanezt. Ha valaki fölveszi az Ausztráliumot, és meghal, miközben nála van, akkor csak az Ő csapattársai vehetik föl ismét, egészen addig, amíg a 45 másodperces visszaszámlálás le nem jár. Ekkor a táska visszamegy az eredeti indulóponthoz, és ismét elfoglalatlan lesz, az ellenfél számára is Az Ausztráliumot hordozó játékosnak rá kell állnia a rakéta előtti platformra (ami egy lift, és elég lassan mozog), ami fölvisz őt a rakéta csúcsáig, ami ekkor kinyílik, és a játékos belerakhatja a táskát az ott lévő rekeszbe. Ha ez sikerül neki, a csapata nyer. A rakéta az aktuális hordozónak és csapatának adagolóként (dispenser) is funkcionál, hasonlóan, mint a Bomba futam játékmódban a kocsi.
- Jelenleg csak egy Különleges Küldemény pálya van a játékban: Doomsday

Területfoglalás (Territorial Control):
- A Területfoglalás lényege, hogy elfoglaljuk az egész pályát (vagyis az összes foglalási pontot). Minden fordulóban véletlenszerűen van kiválasztva a hat lehetséges kombinációjú elrendezés egy "pont a pont ellen" játékhoz. Magyarul egy forduló alatt csak két pont foglalható el (az egyik a BLU, a másik a RED csapaté), a többi nem. Ha az egyik csapat elfoglalja az ellenséges pontot, akkor lezárul az adott forduló, és a csapat sajátjának tudhatja az elfoglalt pontot. Ezután jön a következő forduló, amelyben egy másik, szintén véletlenszerűen kiválasztott két pályaszakaszon folytatódik a játék. Miután az egyik csapat sikeresen elfoglalja az összes foglalási pontot, beleértve az ellenség bázisát (a Hydro-n a RED-nek a "radar-parabola", a BLU-nak az erőmű), a csapat megnyerte a játékot. Ha a körnek vége, az állás törlődik, és egy újabb véletlenszerű kombinációval kezdődik az új játék. Ez a játékmód sem túl népszerű a játékosok körében.
- Jelenleg csak egy Területfoglaló pálya van a játékban: Hydro – A pálya előtt megjelenő bemutató videó (youtube.com).

## A játék által támogatott nyelvek[13]
| Nyelv                  | Felület | Hang  | Feliratozás |
| ---------------------- | ------- | ----- | ----------- |
| Magyar                 | Van     | Nincs | Van         |
| Angol                  | Van     | Van   | Van         |
| Dán                    | Van     | Nincs | Nincs       |
| Holland                | Van     | Nincs | Nincs       |
| Finn                   | Van     | Nincs | Nincs       |
| Francia                | Van     | Nincs | Nincs       |
| Német                  | Van     | Nincs | Nincs       |
| Olasz                  | Van     | Nincs | Nincs       |
| Japán                  | Van     | Nincs | Nincs       |
| Norvég                 | Van     | Nincs | Nincs       |
| Lengyel                | Van     | Nincs | Nincs       |
| Portugál               | Van     | Nincs | Nincs       |
| Orosz                  | Van     | Nincs | Nincs       |
| Egyszerűsített kínai   | Van     | Nincs | Nincs       |
| Spanyolországi spanyol | Van     | Nincs | Nincs       |
| Svéd                   | Van     | Nincs | Nincs       |
| Hagyományos kínai      | Van     | Nincs | Nincs       |
| Koreai                 | Van     | Nincs | Nincs       |
| Cseh                   | Van     | Nincs | Nincs       |
| Brazíliai portugál     | Van     | Nincs | Nincs       |
| Török                  | Van     | Nincs | Nincs       |
| Görög                  | Van     | Nincs | Nincs       |
| Bolgár                 | Van     | Nincs | Nincs       |
| Román                  | Van     | Nincs | Nincs       |
| Thai                   | Van     | Nincs | Nincs       |
| Ukrán                  | Van     | Nincs | Nincs       |

## Gépigény[13]

### Windows
- MINIMUM:
  - Op. rendszer: Windows® 7/Vista/XP (32/64-bit)
  - Processzor: 1,7 GHz Processzor (vagy jobb)
  - Memória: 2 GB RAM
  - DirectX: Verzió: 8.1
  - Hálózat: Széles sávú internetkapcsolat
  - Tárhely: 15 GB szabad hely
- AJÁNLOTT:
  - Op. rendszer: Windows® 7 (32/64-bit)
  - Processzor: Pentium 4 processzor (3,0 GHz, vagy jobb)
  - Memória: 4 GB RAM
  - DirectX: Verzió: 9.0c
  - Hálózat: Széles sávú internetkapcsolat
  - Videokártya: nVIDIA Geforce GT 710 (vagy jobb)
  - Tárhely: 15 GB szabad hely

### MAC OS X
- MINIMUM:
  - Op. rendszer: OS X verzió Leopard 10.5.8 vagy újabb
  - Processzor: 1,7 GHz Processzor (vagy jobb)
  - Memória: 1 GB RAM
  - Grafika: NVIDIA GeForce 8 vagy erősebb , ATI X1600 vagy erősebb, Intel HD 3000 vagy erősebb
  - Hálózat: Széles sávú internetkapcsolat
  - Tárhely: 15 GB szabad hely

### Steam OS + Linux
- MINIMUM:
  - Op. rendszer: Ubuntu 12.04
  - Processzor: Intel Dual-core vagy AMD at 2.8 GHz
  - Memória: 1 GB RAM
  - Grafika: nVidia GeForce 8600/9600GT, ATI/AMD Radeon HD2600/3600 (Grafikus vezérlő: nVidia 310, AMD 12.11), OpenGL 2.1
  - Hálózat: Széles sávú internetkapcsolat
  - Tárhely: 15 GB szabad hely
  - Hangkártya: OpenAL kompatibilis hangkártya